# 段毓华
段毓华（1929年1月—2025年4月26日），男，云南华宁人，中华人民共和国政治人物，曾任中共玉溪地委书记，第七届全国人大代表。

## 生平
1929年1月，段毓华生于云南省华宁县。父亲段立九，曾任开远铁路局职员。高中期间，受姐姐段亚华的影响，1946年加入民主青年同盟。1948年1月，中共云南省工委为保持和弥勒西山朱家璧游击队的联系，在盘溪段毓华的家中建立地下交通站。段毓华从事情报传送工作，负责在盘溪站接送线人。1948年5月后，段毓华历任华宁县盘溪党支部支委、盘溪区委书记、华宁县委委员。1949年11月后，段毓华历任中共玉溪地委组织部副科长、地区直属机关党总支专职副书记，中共元江县委副书记、书记，玉溪戏院党总支书记兼经理等职。1961年2月，任峨山县化念公社（农场）党委书记。1962年2月，任玉溪地委调研组副组长。1964年3月，任中共澄江县委副书记。文化大革命开始后，历任澄江县革委会副主任，玉溪公路养护团党委书记、革委会主任，玉溪地区五七干校革委会副主任，玉溪县委书记、县革委会主任。1980年8月，任玉溪地区行政公署副专员。1982年5月，任思茅地委副书记。1983年7月，任思茅地委书记。1986年10月，任玉溪地委书记。1989年7月，任玉溪地区人大工作委员会主任。1994年1月，离休。2020年6月9日，段毓华把盘溪地下交通站旧址房产捐赠给中共华宁县委、华宁县人民政府。2025年4月26日3时23分，段毓华在玉溪逝世，享年96岁。

## 社会兼职
- 第七届全国人民代表大会代表（1988年3月－1993年3月）
- 云南省第七届人民代表大会常务委员会委员（1991年3月—1993年5月[8]）